# Cachitos de hierro y cromo
Cachitos de hierro y cromo és un programa documental espanyol de temàtica musical, dirigit per Arantxa Soroa i presentat per Virginia Díaz. En els seus perfils socials es defineix com «un viatge musical de la 2 i Radio 3 a les entranyes de l'arxiu de RTVE». Va ser estrenat el 27 d'octubre de 2013 en La 2, i des de llavors s'han produït set temporades.

## Format
El programa està presentat per Virginia Díaz, directora del programa radiofònic 180 grados de Radio 3 i subdirectora de Los conciertos de Radio 3. Dirigit per Jero Rodríguez, a l'equip de guionistes del programa hi figuren membres de Radio 3 com Juan Pons o Julio Ruiz.
Cada episodi, d'uns 50-60 minuts de durada, s'estructura a través d'un fil temàtic (per exemple, Música de gasolinera). La selecció de temes és variada i diferent en cada temporada, havent-se seleccionat temes com el terror, la moda, l'esport, l'amor i l'odi, la música de discoteca, l'"italopop" o el sexe. No obstant això s'han repetit alguns temes com els programes dedicats a Eurovisió, els dedicats a cançons selectes (denominats Cachitos gourmet) o a artistes d'un sol èxit (denominats Perdidos). També s'han emès alguns programes especials com a Delirio Valerio dedicat al realitzador Valerio Lazarov o Música para el fin del mundo de clar sentit post-apocalíptic.
En total s'emeten aproximadament 70 actuacions per programa. Amb una durada d'uns 20-25 segons per fragment es trien prioritàriament actuacions de programes musicals històrics de TVE com Aplauso, Música sí, Popgrama, Los conciertos de Radio 3 o Rockopop. Esporàdicament s'emeten fragments de les presentacions per a contextualitzar i, gairebé sempre, amb un objectiu clar de servir de picada d'ullet humorística (per se o en referència als rètols que acompanyen les actuacions). Rarament s'emeten vídeo-clips de l'arxiu musical de TVE. El programa només inclou una secció denominada com a tal, anomenada Top Five, que inclou les cinc actuacions més icòniques del fil conductor (amb una durada major, uns 45 segons). Un dels emblemes més recognoscibles de Cachitos és que cada actuació emesa porta un rètol en la part inferior de la pantalla que, a més de la informació sobre el músic, l'any i el títol de la cançó, en clau de humor e ironia desenvolupa algun aspecte curiós, divertit o tendre que vincula la cançó i la temàtica de l'episodi.
En les tres primeres temporades la conclusió de cada programa, abans dels títols de crèdit, és l'emissió de diferents actuacions d'una mateixa cançó i intèrpret. Tots els programes de la primera temporada van finalitzar amb fragments d'actuacions de la cançó Bravo por la música de Juan Pardo. En la segona temporada la triada va ser Su canción de Betty Missiego, cançó que va representar a TVE en el Festival d'Eurovisió de 1979. En la tercera temporada es va utilitzar la cançó Bailemos un vals del cantant canari José Vélez que va representar a TVE en el Festival d'Eurovisió de 1978. En la quarta temporada grups i solistes com Nacho Vegas, Silvia Pérez Cruz o Love of Lesbian versionen temes clàssics en el plató Rockola.
El nom del programa fa referència a la cançó En un Mercedes blanco de Kiko Veneno.
El 31 de desembre de 2014 es va emetre un programa especial anomenat Nochevieja a cachitos n el qual es van emetre 5 reposicions de temporades anteriors, però no programes nous com a tal. Per aquesta raó, no s'introdueix en el glossari d'audiències perquè no és una estrena.

## Premis
- Premi Iris: Millor Programa (2019).[7]

## Episodis i audiències
| Temporada | Temporada | Episodis | Estrena                | Final                  | Audiència mitjana | Audiència mitjana | Audiència mitjana |
| Temporada | Temporada | Episodis | Estrena                | Final                  | Espectadors       | Quota             |                   |
| --------- | --------- | -------- | ---------------------- | ---------------------- | ----------------- | ----------------- | ----------------- |
|           | 1a        | 11       | 27 d'octubre de 2013   | 22 de juny de 2014     | 551 000           | 2,7%              |                   |
|           | 2a        | 16       | 21 de setembre de 2014 | 21 de juny de 2015     | 734 000           | 4,3%              |                   |
|           | 3a        | 12       | 20 de setembre de 2015 | 19 de juny de 2016     | 692 000           | 3,9%              |                   |
|           | 4a        | 11       | 11 de setembre de 2016 | 31 de desembre de 2016 | 447 000           | 3,1%              |                   |
|           | 5a        | 15       | 8 d'octubre de 2017    | 10 de maig de 2018     | 476 000           | 2,9%              |                   |
|           | 6a        | 13       | 2 d'octubre de 2018    | 25 de desembre de 2018 | 590 000           | 3,3%              |                   |
|           | 7a        | 7        | 23 d'abril de 2019     | 25 de juny de 2019     | 565 000           | 3,2%              |                   |
|           | 8a        | 10       | 7 de gener de 2020     | 10 de març de 2020     | 672 000           | 3,8%              |                   |
| Total     | Total     | 95       | 27 d'octubre de 2013   |                        |                   |                   |                   |